# Российско-польская граница
Российско-польская граница — современная государственная граница между Российской Федерацией и Республикой Польша. Российско-польская граница фактически не привязана к географическим объектам и проведена примерно по прямой. Вся российско-польская граница является частью границы Калининградской области. Протяженность границы — 204,1 км (в том числе 203,3	км сухопутной и	0,8 км озёрной), помимо этого имеется участок межгосударственной морской границы в 32,2 км. Участок территории Калининградской области, расположенный вдоль всей границы, выделен в приграничную зону и отгорожен на севере инженерно-техническими заграждениями, поэтому попасть туда нельзя. В этой зоне нет населённых пунктов, только погранзаставы и пункты пропуска. В ноябре 2022 года Польша начала строительство пограничных заграждений. 

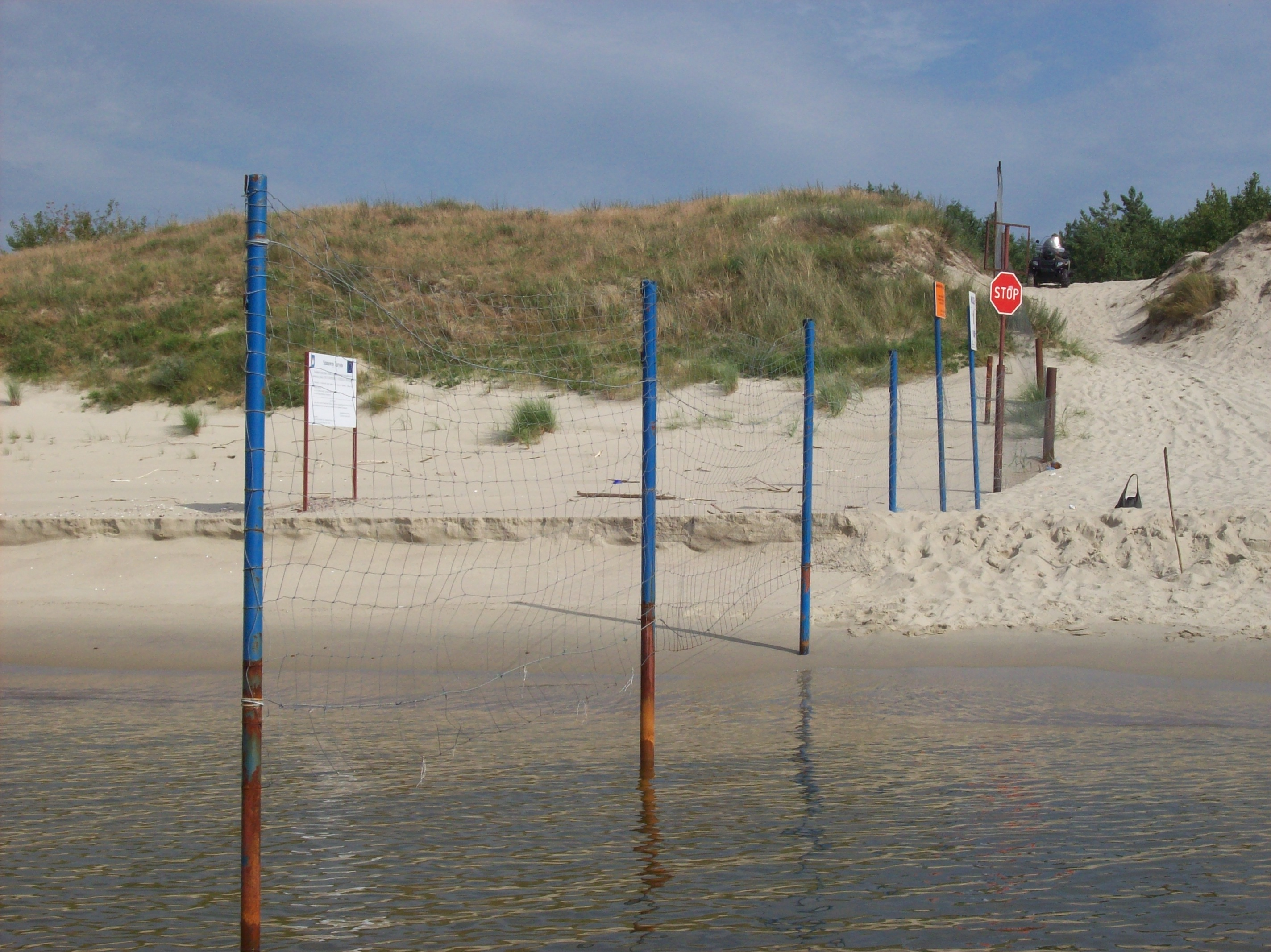
Граница на Балтийской косе.

## История
Современная российско-польская граница была проведена после Великой Отечественной войны, когда бывшая Восточная Пруссия была разделена на две части. 

## Описание
Граница начинается несколько южнее южной оконечности Виштынецкого озера, в точке, где сходятся границы России, Польши и Литвы, и идёт далее на запад до города Мамоново по почти прямой линии, несколько выгибаясь в сторону Польши. Далее граница пересекает Калининградский (Вислинский) залив и Балтийскую косу.

## Пограничные переходы

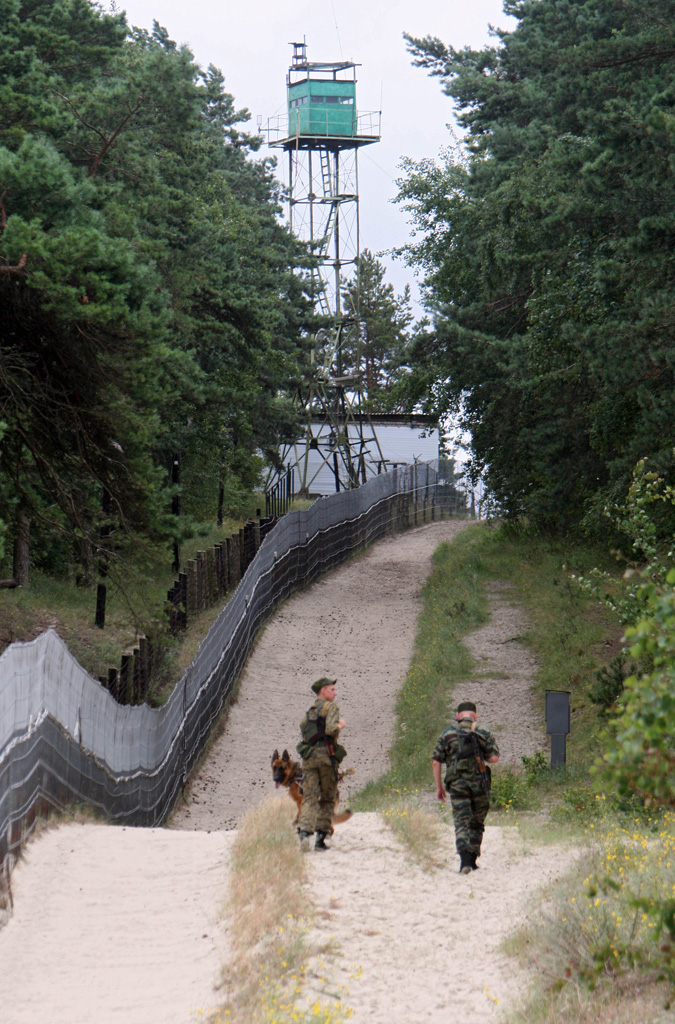
Российские пограничники в наряде на полуострове Балтийская коса. Пограничная застава «Нормельн» — самая западная застава России.

На границе России и Польши действуют следующие пограничные переходы:
- Железнодорожный — Скандава (железнодорожный),
- Багратионовск — Безледы (автомобильный, 24 часа, для всех паспортов, пешком запрещается),
- Багратионовск — Бартошице (железнодорожный, не функционирует в связи с демонтажом путей),
- Мамоново — Гроново,
- Мамоново II — Гжехотки (автомобильный, 24 часа, для всех паспортов, открыт 7 декабря 2010 года, расположен на бывшей Берлинке[4]; в сутки он может пропускать 4000 транспортных средств, в том числе 1250 грузовых, 2600 легковых, 150 автобусов — на легковом направлении оборудовано с каждой стороны границы 8 полос (4 на въезд и 4 на выезд), 2 полосы для автобусов (по одной на каждое направление) и 14 полос для грузового автотранспорта (7 на въезд и 7 на выезд)[5],
- Мамоново — Бранево (железнодорожный),
- Гусев (Озёрск) — Голдап (автомобильный, полной массой до 6 тонн, 24 часа, для всех паспортов, пешком разрешается, на велосипеде разрешается).

## Пограничные регионы
Воеводства, граничащие с Россией:
- Варминьско-Мазурское воеводство
- Поморское воеводство

 Область России, граничащая с Польшей:
- Калининградская область